# Peter Del Vecho
Peter Del Vecho (Quincy, 6 aprile 1958) è un produttore cinematografico statunitense.
Attivo nel campo dell'animazione, collabora con i Walt Disney Animation Studios, di cui è anche vice-presidente e con il quale ha prodotto diversi film. Nel 2014, vince l'Oscar per il Miglior Film d'Animazione (insieme a Chris Buck e Jennifer Lee), il Golden Globe, il BAFTA e l'Annie Award grazie a Frozen - Il regno di ghiaccio, 53º classico Disney.
In seguito ha prodotto il suo sequel, Frozen II - Il segreto di Arendelle (58º classico Disney) e Raya e l'ultimo drago, insieme a Osnat Shurer (59º classico Disney).

## Biografia
Peter del Vecho è nato a Quincy, nello Stato del Massachusetts. Si laurea in Produzione teatrale al Boston University College of Fine Arts, per poi lavorare nel teatro per molti anni. Dopo aver lavorato al Guthrie Theatre di Minneapolis per circa 7 anni, è divenuto membro della The Walt Disney Company e inserito tra i produttori dei Walt Disney Animation Studios.
È noto per aver lavorato come produttore a La principessa e il ranocchio, a Winnie the Pooh - Nuove avventure nel Bosco dei 100 Acri, a Frozen e Frozen II, e a Raya e l'ultimo drago.

## Filmografia

### Produttore
- La principessa e il ranocchio  (The Princess and the Frog) (2009), regia di Ron Clements e John Musker;
- Winnie the Pooh - Nuove avventure nel Bosco dei 100 Acri (Winnie the Pooh)  (2011), regia di Stephen J. Anderson e Don Hall, (insieme a Clark Spencer);
- Frozen - Il regno di ghiaccio (Frozen) (2013), regia di Chris Buck e Jennifer Lee;
- Frozen II - Il segreto di Arendelle (Frozen II) (2019), regia di Chris Buck e Jennifer Lee;
- Raya e l'ultimo drago (Raya and the Last Dragon) (2021), regia di Don Hall e Carlos López Estrada (insieme a Osnat Shurer).
- Wish (2023), regia di Chris Buck e Fawn Veerasunthorn.

### Produttore Associato
- Il Pianeta del Tesoro (Treasure Planet) (2002), regia di Ron Clements e John Musker;
- Chicken Little - Amici per le penne (Chicken Little) (2005), regia di Mark Dindal.

### Cortometraggi
- Frozen Fever (2015), regia di Chris Buck e Jennifer Lee.